# Kostel Nejsvětější Trojice (Písek)
Kostel Nejsvětější Trojice v Písku je pozdně gotická stavba ze 16. století. Kostel se nalézá uvnitř městského hřbitova, založeného roku 1549 na levém břehu Otavy v úrovni ostrova, na Pražském Předměstí poblíž dnešních ulic Na Výstavišti a Svatotrojická. Hřbitov přestal sloužit svému účelu v roce 1950 a měl být zrušen. K likvidaci hřbitova a vybudování Pietního parku došlo v roce 1973. Kostel Nejsvětější Trojice byl vystavěn v roce 1576. K zpřístupnění upraveného parku a objektu kostela pro veřejnost došlo v roce 1977. Kostel je častým dějištěm výstav, koncertů a slavnostních společenských akcí. Těsně západně vedle hřbitova dnes stojí zimní stadion.
Při vstupu hlavním vchodem jsou po levé straně pochováni francouzští důstojníci, kteří padli v bitvě u Budějovické - Mariánské kapličky. V současné době je tento hřbitov zrušen a slouží jako symbolický se zachovanými náhrobky významných osobností.
Uvnitř kostela se nachází renesanční kazatelna. Vnitřní výzdoba kostela a vybavení bylo vážně poškozeno během katastrofálních povodní v roce 2002, které Písek zasáhly.

## Varhany
V kostele jsou umístěny třímanuálové varhany z majetku Jiřího Hanzelky. Vznikly roku 1966 jako opus 3340 firmy Rieger - Kloss.
| I. manuál C–g3 |                |     |
| 1.             | Pommer         | 16′ |
| 2.             | Principál      | 8′  |
| 3.             | Flét. vřetenná | 8′  |
| 4.             | Oktáva         | 4′  |
| 5.             | Roh noční      | 2′  |
| 6.             | Superoktáva    | 2′  |
| 7.             | Mixtura 4×     | 1′  |

| II. manuál C–g3 |                |        |
| 8.              | Kvintadena     | 8′     |
| 9.              | Kryt           | 8′     |
| 10.             | Principál      | 4′     |
| 11.             | Flét. kopulová | 4′     |
| 12.             | Flétna zobcová | 2′     |
| 13.             | Kvinta         | 1 1/3′ |
| 14.             | Akuta 3–4×     | 1′     |

| III. manuál C–g3 |                  |        |
| 15.              | Flétna trubicová | 8′     |
| 16.              | Salicional       | 8′     |
| 17.              | Flét. dřevěná    | 4′     |
| 18.              | Nasard           | 2′     |
| 19.              | Tercie           | 1 3/5′ |
| 20.              | Flétna syčivá    | 1′     |
| 21.              | Cymbál 3×        | 1/2′   |
| 22.              | Hoboj            | 8′     |
| 23.              | Šalmaj           | 4′     |

| Pedál C–f1 |              |     |
| 24.        | Subbas       | 16′ |
| 25.        | Pommer (tr.) | 16′ |
| 26.        | Principalbas | 8′  |
| 27.        | Roh kamzík.  | 8′  |
| 28.        | Oktávbas     | 4′  |
| 29.        | Mixtura 4×   | 2′  |

- Spojky: II/I, III/I, III/II, I/P, II/P, III/P,
- rejstříkové crescendo, žaluzie,
- 4 volné kombinace, tremolo pro II. a III. manuál,
- vypínač 16′ hlasů a jazyků,
- pevné kombinace: Pleno, Tutti.[2]

V roce 2018 se uvažovalo o návratu původních kostelních oltářů na místo varhan, které by mohly být přesunuty do koncertní síně.